# F-Spot
Pour les articles homonymes, voir Spot.
F-Spot est un logiciel organiseur de photos numériques, conçu pour permettre la gestion de photos personnelles pour le bureau GNOME. F-Spot est écrit en langage C# et utilise Mono et Gtk#. Le projet F-Spot, initié par Ettore Perazzoli puis maintenu par Larry Ewing, est à présent abandonné, au profit d’autres solutions comme GNOME Photos.
Les fonctionnalités principales sont :
- Affichage des images (bandeau + image, vignettes, diaporama…)
- Gestion des modifications (avant modification, une sauvegarde de l'image est faite)
- Gestion des tags (permettant l'utilisation de filtres pour retrouver des images)
- Gestion de la classification (dossiers par année, mois et jour)
- Gestion d'une évaluation (0 à 5 étoiles) et d'un commentaire
- Importation de photos et gestion des doublons